# Lineus angulosus
Lineus angulosus är en djurart som tillhör fylumet slemmaskar, och som beskrevs av Korotkevich 1978. Lineus angulosus ingår i släktet Lineus och familjen Lineidae. Inga underarter finns listade i Catalogue of Life.